# Gongylolepis jauaensis
Gongylolepis jauaensis là một loài thực vật có hoa trong họ Cúc. Loài này được ("Aristeg., Maguire & Steyerm.") V.M.Badillo mô tả khoa học đầu tiên năm 1988.